# Николаев, Максим Александрович
Макси́м Алекса́ндрович Николаев (род. 9 декабря 1975) — узбекский футболист, имеющий также российское гражданство, выступавший на позициях нападающего и полузащитника.

## Биография
Начал выступать на взрослом уровне в 16-летнем возрасте в составе клуба «Зарафшан», игравшего в первой лиге Узбекистана. В 1993 году перешёл в состав дебютанта высшей лиги Казахстана «Карачаганак», сыграл 32 матча и забил три гола. Вернувшись в Узбекистан, выступал несколько сезонов в низших лигах. В высшей лиге Узбекистана провёл два сезона в составе «Зарафшана», по одному — в составах «Кызылкума» и «Андижана». В сезоне 2000/01 играл за индийский клуб «Демпо».
С 2002 года выступал за российские профессиональные клубы низших дивизионов — «Лада-Тольятти», «Носта», «Лада-СОК» (Димитровград), также играл на любительском уровне за ульяновскую «Волгу» и дубль серпуховской «Звезды». В 2006 году был на просмотре в уренском «Энергетике». В конце карьеры снова выступал в Узбекистане.